# 司马台水库
40°39′26″N 117°16′28″E / 40.6572222°N 117.2744444°E
司马台水库是位于中國北京市密云县東北东庄禾乡司马台村的水库，横跨小汤河（北潮河支流）。
1977年建成。总库容54.75万立方米，控制汤河上游59.8平方公里流域。建有大坝、溢洪道、2条输水管和1座水电站。大坝最大坝高21.8米，坝顶长93米。电站装机160千瓦，年供水30万立方米
库区北侧为长城金山岭段。